# 毕力格巴图尔
毕力格巴图尔（1908年—1974年2月25日），曾用名赵璧城、图穆洛甫夫（俄語：Тумулов）、杨立登、王福元、赵子玉、周振等，蒙古族，清末土默特旗什兰岱村人。中華民國大陸時期及中华人民共和国內蒙古政治人物。

## 生平
毕力格巴图尔幼年，因家境贫困而未能上学。夏季，毕力格巴图尔为人放牛；冬季，毕力格巴图尔随父亲进山打猎。1929年，毕力格巴图尔经佛鼎介绍加入中国共产主义青年团，为中国共产党进行地下交通工作。1930年2月，毕力格巴图尔、高凤英等人在佛鼎、云润的率领下赴蒙古人民共和国乌兰巴托，入蒙古人民共和国党务学校特别班学习。1930年10月，毕力格巴图尔奉派赴莫斯科，入莫斯科东方大学民族班学习。
1934年1月底，毕力格巴图尔、吉雅泰被派回归绥，先在平绥铁路担任“交通”。后来，毕力格巴图尔赴北平，以蒙古地方自治政务委员会驻平办事处交际股股长的身份，创办“协济”工厂、“义达里宏仁西药店”作为掩护来搜集日军的情报。1936年1月，毕力格巴图尔经吉雅泰等人介绍，参加中国共产党。
1937年七七事变后，日军攻占北平，毕力格巴图尔受日本特务追捕，乃避入天津英租界，在中国共产党组织的指示下开展对敌破坏活动。毕力格巴图尔负责的一个小组曾炸沉了日军的两艘装满军需物资的轮船。1938年2月，毕力格巴图尔被派赴冀中，任八路军晋察冀军区司令部侦察科科长。
1939年6月，毕力格巴图尔被调回绥远，在蒙古军第九师从事策反工作。后来，第九师于日本投降时宣布起义，毕力格巴图尔随该师赴蒙古人民共和国进行整编。1947年6月，毕力格巴图尔回到中国，任内蒙古人民自卫军骑兵第十一师（前身即蒙疆聯合自治政府蒙古軍第九师）副政委。1949年6月，该师改编为中国人民解放军内蒙古军区骑兵第四师，毕力格巴图尔任师长兼政治委员。
1950年4月，毕力格巴图尔任乌兰察布盟政务委员会主任（后来改称盟长），并先后兼任中共乌兰察布盟委员会第一副书记、书记、乌兰察布盟军分区司令员、政委。1955年，经中国人民解放军总干部处批准，毕力格巴图尔获授二级解放勋章。
1955年3月起，毕力格巴图尔历任内蒙古自治区公安厅副厅长、厅长、党组书记等职务。1964年5月，毕力格巴图尔任中共内蒙古自治区委员会书记处书记。
文化大革命期间，毕力格巴图尔受到残酷迫害。1974年2月25日，毕力格巴图尔逝世于呼和浩特，享年66岁。